# An Sròm Mòr

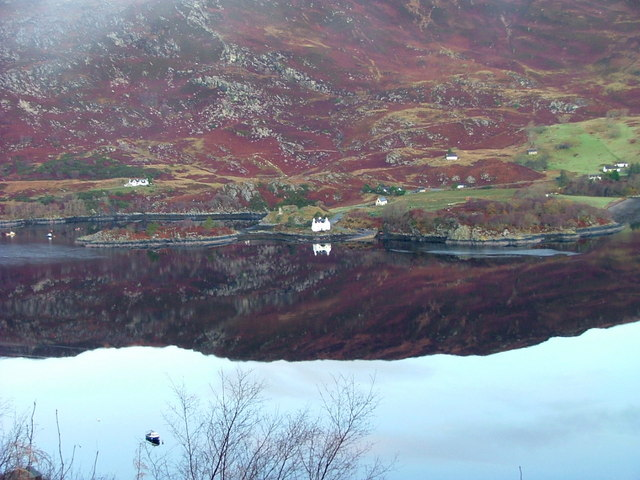
Vue depuis Port an t-Sròim (Stromeferry)

An Sròm Mòr (North Strome ou Stromore en anglais) est un hameau des Highlands, situé sur la rive nord du Carrann (Loch Carron en anglais), à environ 5 km au sud-ouest de la bourgade de Tòrr nan Clàr (Lochcarron en anglais). 
En gaélique écossais, un sròm est un  « cap » ou « promontoire », référence au fait que le hameau et son château se sont développés sur un petit promontoire qui s'avance dans le Carrann et permettait donc de contrôler ce loch. Jusqu'aux années 1970, un bac permettait de le traverser depuis la rive sud, à Port an t-Sròim (Stromeferry en anglais). Il était utilisé bien avant que la route A890 (qui fait le tour du loch) ne soit construite et en 2012, lorsqu'elle a été bloquée par un éboulement de terrain, le ferry a été brièvement remis en service.
Le château de Sròm Mòr (Strome Castle) a été construit en 1472, mais il n'en reste aujourd'hui que des ruines. Il appartenait au clan Dhòmhnaill Ghlinne Garadh (Donald de Glen Garry) et fut détruit par le clan MhicChoinnich Chinn Tàile ( Mackenzie de Kintail) en 1602. Depuis 1939, les ruines du donjon appartiennent au National Trust for Scotland.

## Photos

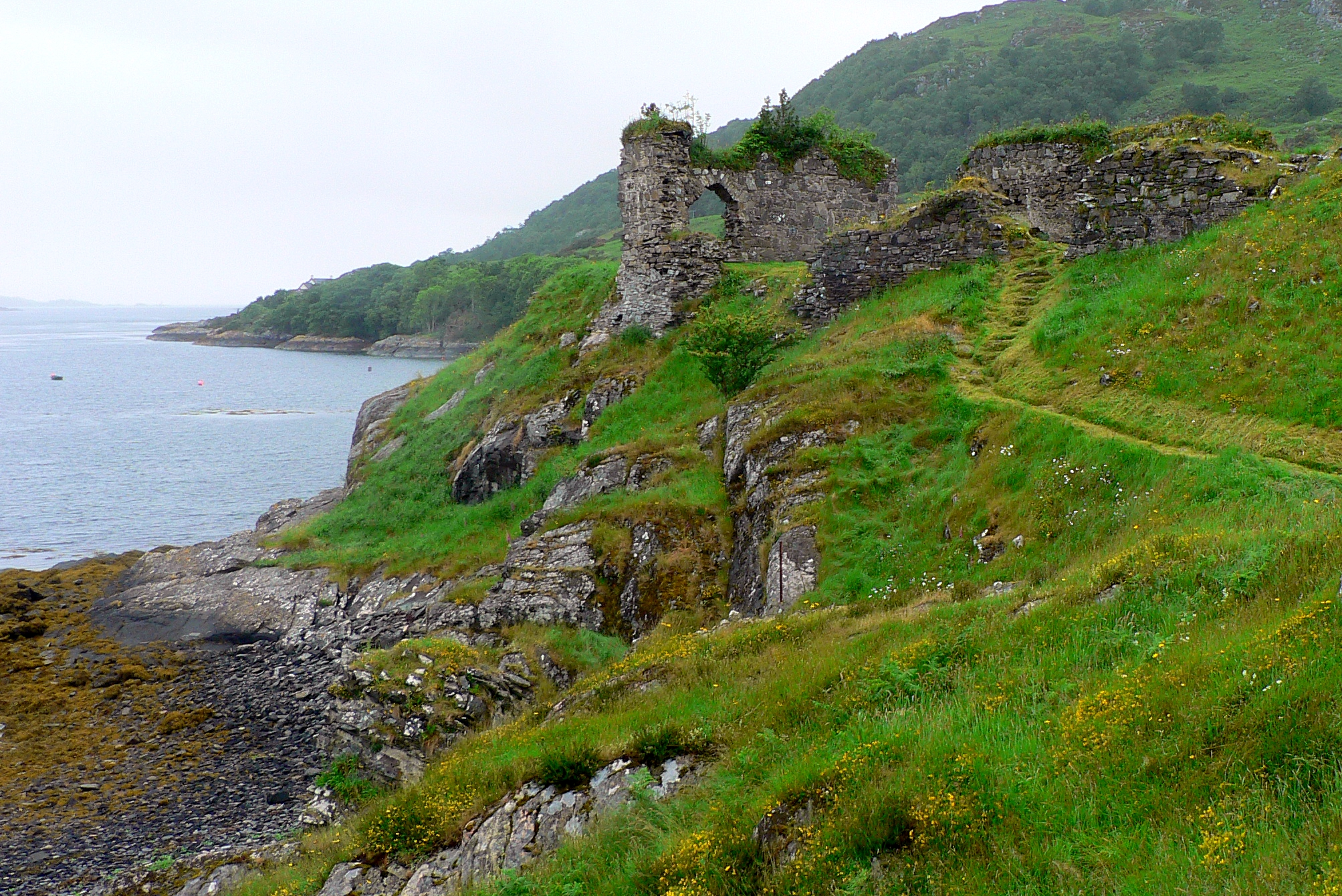
Le Château de Strome
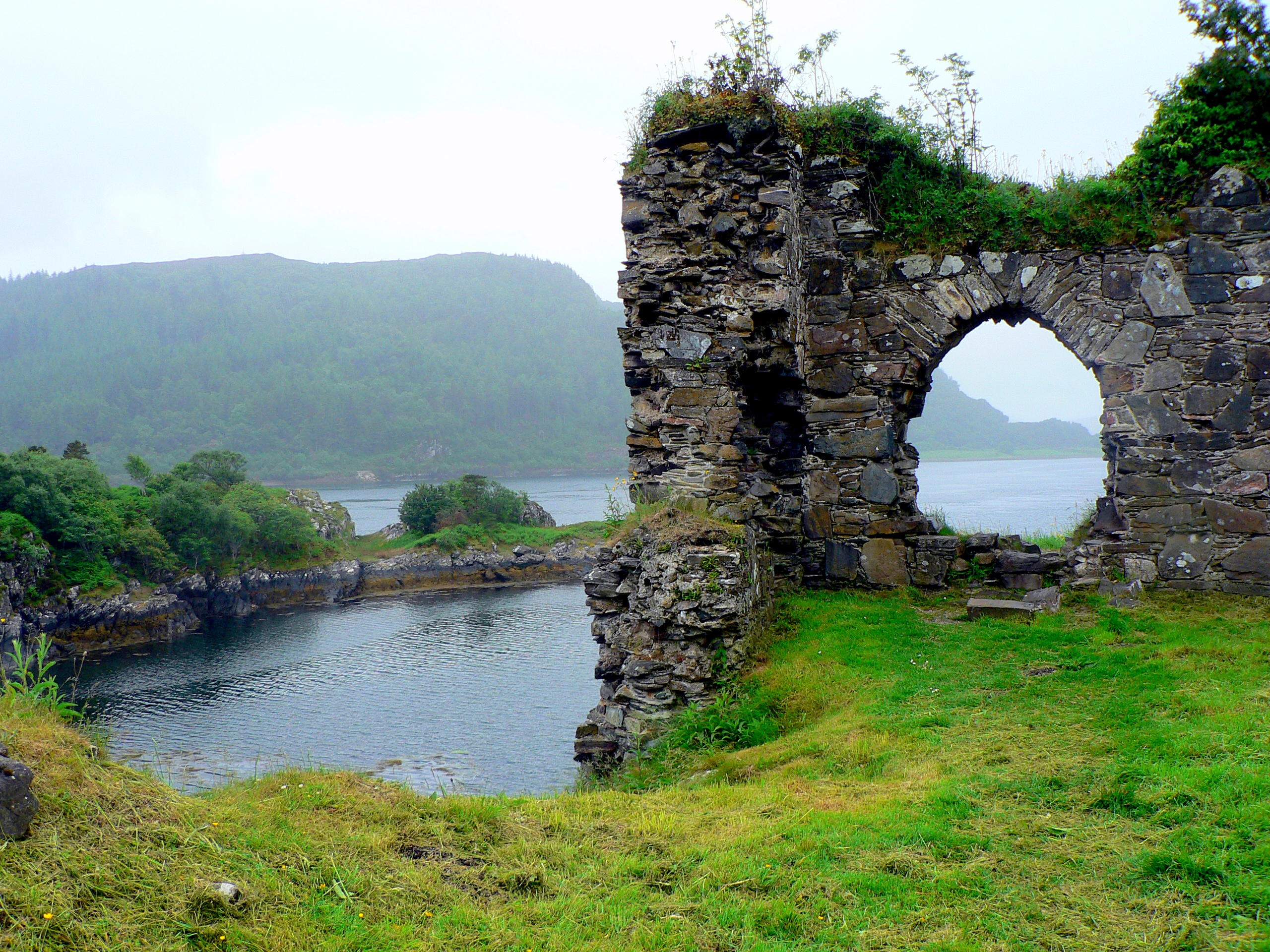
Les murs du château
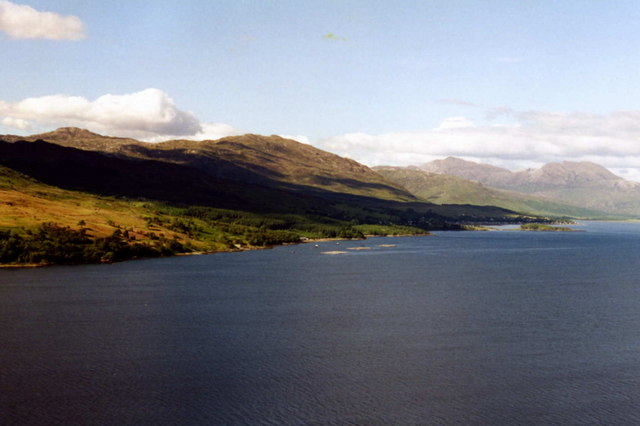
Rive nord du Carrainn
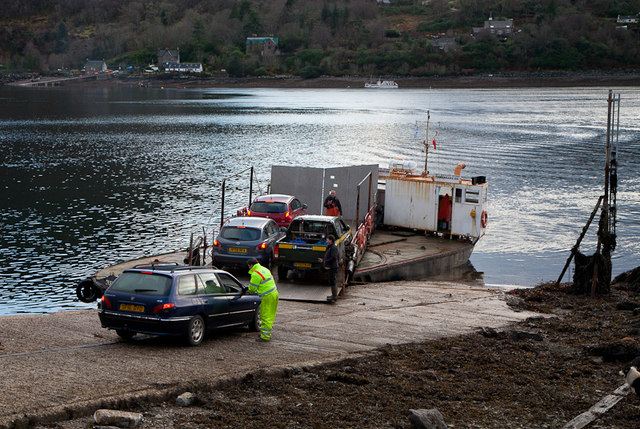
réouverture temporaire du ferry au Sròm mòr, en 2012, à cause d'un éboulement de terrain sur la route longeant le loch Carrainn